# Yo-Yo Girl Cop
Yo-Yo Girl Cop (jap. スケバン刑事 コードネーム=麻宮サキ, Sukeban Deka: Kōdonēmu [Codename] = Asamiya Saki) ist ein japanischer Actionfilm aus dem Jahr 2006, basierend auf den Shōjo-Manga Sukeban Deka von Shinji Wada. Regie führte Kenta Fukasaku.
Das Werk ist neben einer in drei Staffeln gegliederten Fernsehserie und einer zweiteiligen Original Video Animation die dritte Kinoadaption des populären Stoffes. Allen Realverfilmungen ist gemein, dass die weibliche Hauptdarstellerin von einem japanischen Idol verkörpert wird. Yuki Saitō, die hier eine kleine Nebenrolle spielt, mimte die Titelheldin Saki Asamiya bereits in den 1980er-Jahren (in der ersten Staffel der Fernsehserie). Auch Hiroyuki Nagato, Sakis Vorgesetzter, wirkte bereits in den zwei vorangegangenen Spielfilmen mit.
Die Produktion erschien am 30. September 2006 in Japan und am 22. August 2007 in Deutschland auf DVD.

## Handlung
Eine illegal in New York lebende junge Japanerin wird nach mehreren kriminellen Delikten verhaftet und in ihr Heimatland abgeschoben. Ihre verhasste Mutter wird gleichfalls von den US-Behörden in Gewahrsam genommen, aber aufgrund persönlicher Verstrickungen in einer Spionage-Affäre nicht des Landes verwiesen, sondern lediglich für unbestimmte Zeit festgehalten.
In Japan wird die jugendliche Delinquentin von dem hinkenden Agenten Kazutoshi Kira, Mitglied einer auf Jugendkriminalität spezialisierten Geheimorganisation, in Empfang genommen. Der Verbindungsmann schlägt dem aufmüpfigen Mädchen einen Deal vor: Die japanischen Behörden intensivieren ihrer Bemühungen, die inhaftierte Mutter frei zu bekommen, wenn die kampfstarke und rebellische Jugendliche im Gegenzug mit der Justiz kooperiert. Ihr Auftrag: als verdeckte Ermittlerin soll sie eine Privatschule in Tokio unterwandern, um binnen drei Tagen hinter die Geheimnisse einer manipulierenden Internetseite namens „Enola Gay“ zu kommen, die gepeinigten Schülern Anleitungen zum Bombenbau liefert. Gleichzeitig soll sie einen mysteriösen Countdown entschlüsseln, der von den unbekannten Homepage-Betreibern und mutmaßlichen Schülern stammt. Die Schulmädchenuniform tragende, mit einem speziellen Yo-Yo bewaffnete junge Frau – sie tritt fortan unter dem Decknamen „Saki Asamiya“ auf – wird schließlich zum titelgebenden „Girl Cop“.
Die Bildungsanstalt ist geprägt von Hänseleien, Schikanen und allgegenwärtigem Mobbing. Die Lehrerschaft verschließt sich vor den Problemen und bleibt passiv. Ausgegrenzte Schüler flüchten in die virtuelle Welt, die Enola-Gay-Internetpräsenz findet regen Zulauf. Neuankömmling Saki gliedert sich hingegen nicht in das herrschende Schulsystem ein, das eine Zuweisung in Opfer und Peiniger vorsieht, und eilt stattdessen der zierlichen Außenseiterin Tae zur Hilfe, als diese von ihrer Mitschülerin Reika und deren Clique malträtiert wird. Zwischen der introvertierten und sozial isolierten Tae und ihrer Retterin Saki entwickelt sich nachfolgend eine tiefe Freundschaft. Die gedemütigte Schülerin führt die Undercover-Ermittlerin schließlich auf die Spur von zwei Mitgliedern der Chemie-AG, potentiellen Selbstmordattentätern. Nachdem Saki einen Anschlag vereitelt, ermittelt sie die Existenz eines Unbekannten namens „Romeo“, der zentralen Figur der aktuellen Homepage.
Saki erfährt schließlich, dass Tae und Freundin Kotomi die Gründer der einschlägigen Internetseite sind, einer ursprünglichen Anlaufstelle für Mobbing-Opfer. Sie wollten Aufmerksamkeit erlangen und die verantwortlichen Stellen überzeugen, nicht weiter der üblichen Untätigkeit zu frönen. Da die beiden selbst unter Diskriminierungen litten, begab sich Kotomi verbittert auf einen gefährlichen Weg. Sie konfrontierte die Lehrerschaft mit einer selbstgebastelten Bombe – der Versuch schlug fehl und Kotomi wurde bei einer Detonation verletzt. Anschließend wurde sie in die Psychiatrie eingewiesen, wo sie seitdem lebt. Die gutgemeinte Plattform degenerierte später zu einer gefährlichen Institution.
Jirō, der selbsternannte neue „Romeo“, betreibt das Internetportal in der Gegenwart zum eigenen Vergnügen. Gleichzeitig missbraucht er es für seine kriminellen Machenschaften. Den fingierten Countdown nutzt er zur Ansammlung gedemütigter Schüler aus ganz Japan. Die angereisten Schüler, die letztlich einem verheerenden Anschlag zum Opfer fallen sollen, dienen ihn lediglich zur Ablenkung der Polizei von einem dreisten Banküberfall. Der manipulierende Jirō erwählt Tae als Selbstmordattentäterin. Zeitlich versetzt identifiziert Saki Jirō als Widersacher und Todfeind. Mit aller Entschlossenheit kämpft sie am Ende des Films für ihre Freundin Tae und besiegt die feindselige Reika, als auch Jirō und dessen Gefolge mit Hilfe ihres Yo-Yos. Tae wird gerettet, Saki rehabilitiert. Sakis Mutter wird entlassen.

## Kritiken
Das Lexikon des internationalen Films schrieb, der Film sei ein „in hektischem Montage-Stakkato“ inszeniertes „aufwändiges“ Abenteuer.